# Hofgericht Rottweil

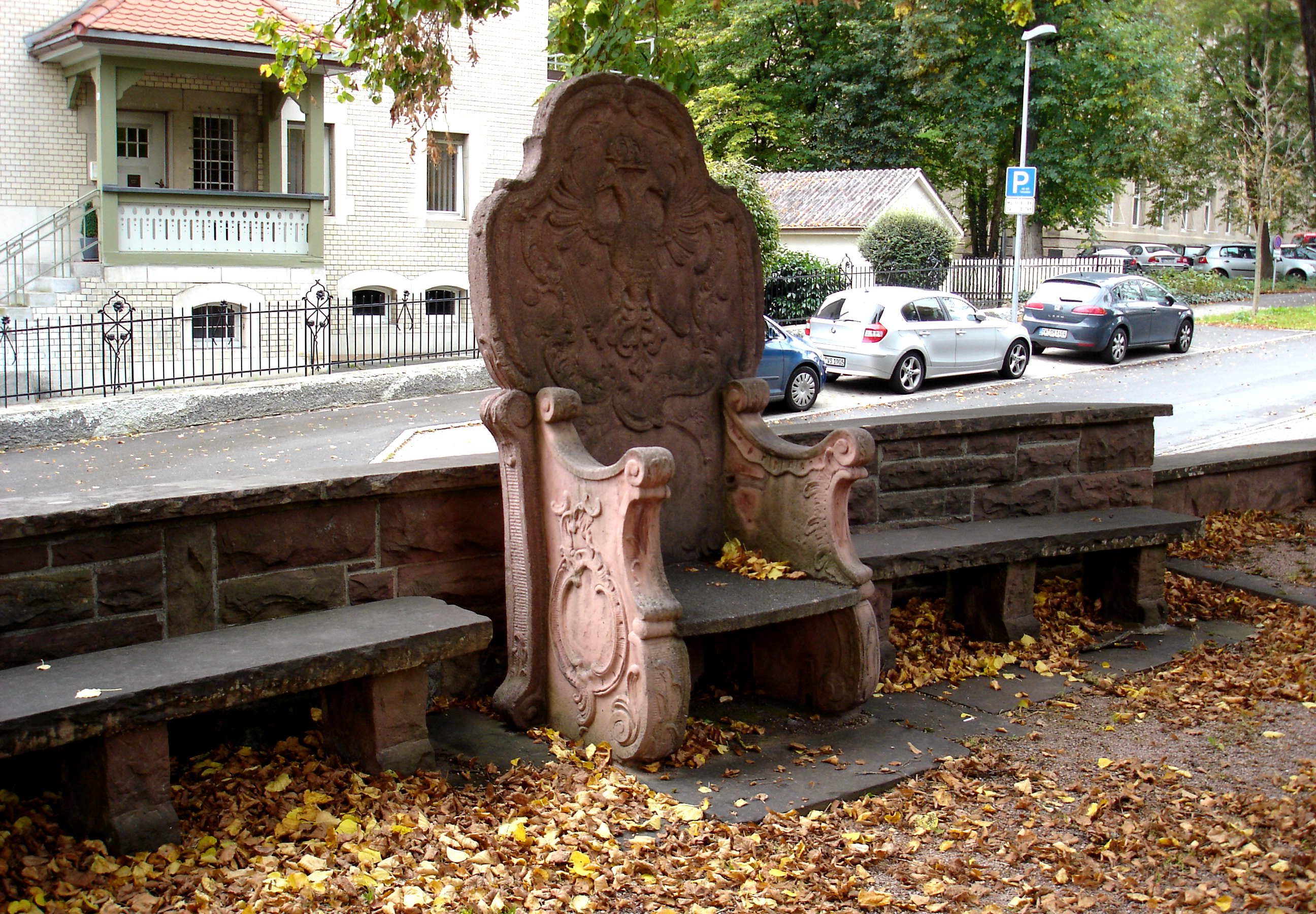
Hofgerichtsstuhl von 1781 (Kopie) an der Königsstraße, Original im Stadtmuseum Rottweil

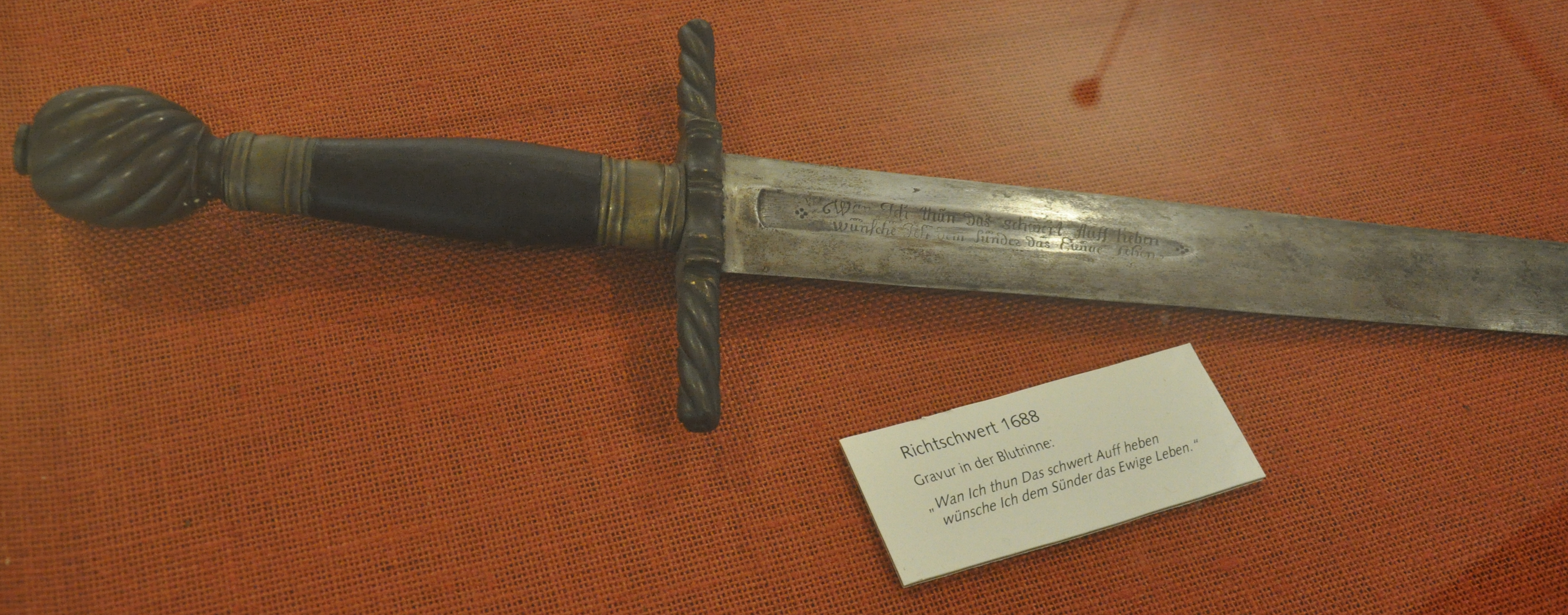
Rottweil Stadtmuseum: Das Richtschwert des Hofgerichts Rottweil von 1688

Das Kaiserliche Hofgericht Rottweil oder Hofgericht Rottweil war ein Kaiserliches Hofgericht in Rottweil des späten Mittelalters und der frühen Neuzeit in Schwaben.

## Geschichte
Sein Name leitet sich von dem in Rottweil gelegenen Königshof ab, erlaubt aber keine Rückschlüsse auf seine gerichtsverfassungsrechtliche Stellung. Das Gericht war für Zivilverfahren, Acht und Anleite, sowie Angelegenheiten der freiwilligen Gerichtsbarkeit zuständig. Wenn ein vorangegangenes Gerichtsurteil (eines untergebenen Gerichts, etwa ein Stadtgericht oder ein Landgericht) angefochten wurde, war es, zumindest theoretisch, die letztanrufbare Instanz für jedermann. Vorsitz am Gericht hatte der Hofrichter. Das Hofrichteramt war erblich und über viele Jahrhunderte im Besitz der Grafen von Sulz oder deren Vertreter und kam nach deren Erlöschen als Erbhofrichteramt Rottweil an die Grafen zu Schwarzenberg.

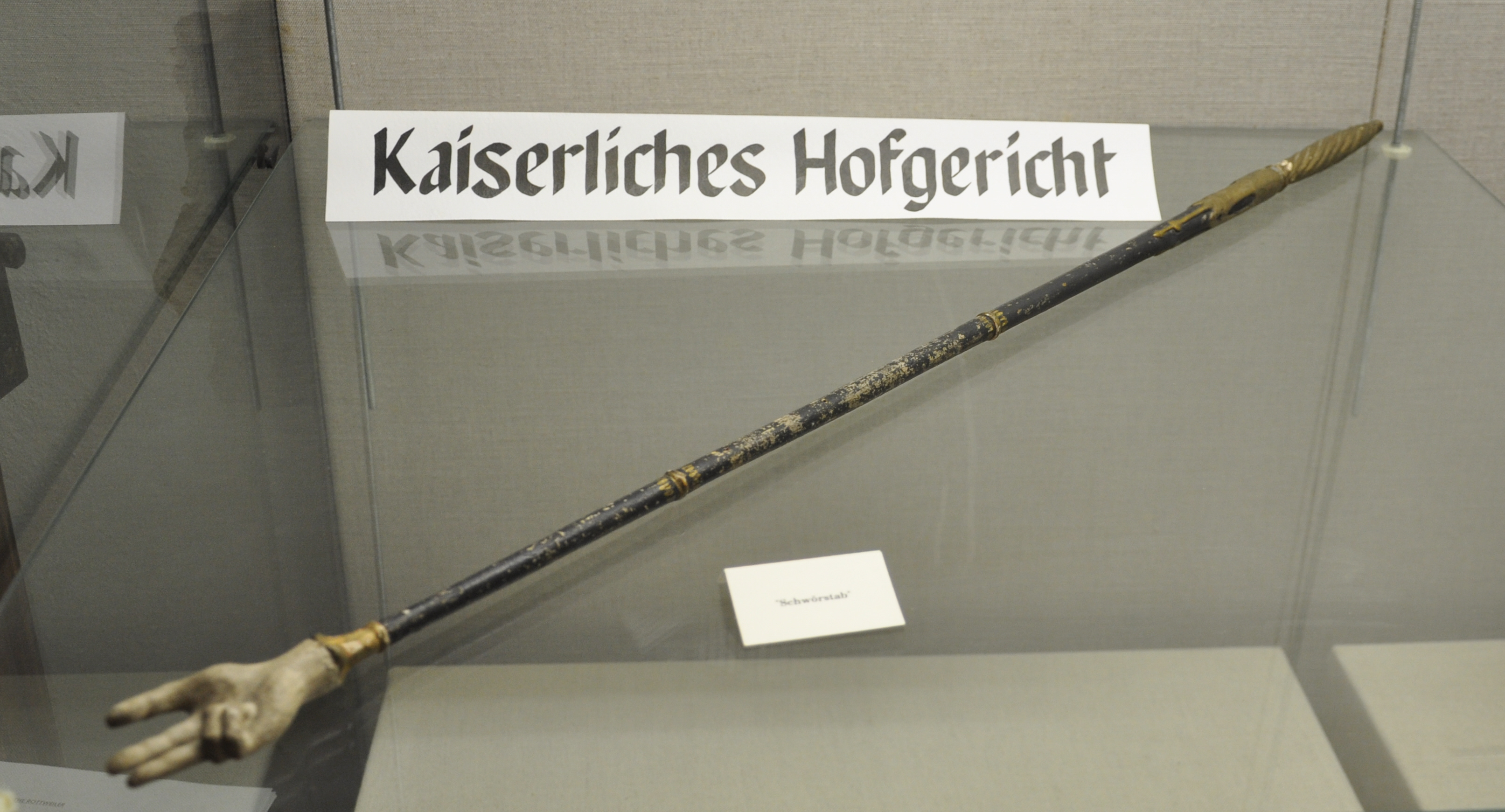
Stadtmuseum Rottweil: Der Schwörstab des Hofgerichts Rottweil

Im Jahre 1510 war Wilhelm Werner von Zimmern Hofrichter in Rottweil. Christoph von Nellenburg-Tengen wurde auf ein Jahr befristet Hofrichter als Dank für das Erscheinen auf dem Reichstag zu Augsburg im Jahr 1530.
Das Hofgericht übte in Schwaben und weit darüber hinaus die kaiserliche Gerichtsbarkeit aus und stand damit in Konkurrenz zu der sich entwickelnden territorialen Gerichtsbarkeit der Landesherren. Insbesondere seit der Gründung des Reichskammergerichts war das Hofgericht massiven Angriffen der Reichsstände ausgesetzt, die die Möglichkeit zur Appellation an das neue Gericht nutzten, um Prozesse am Hofgericht zu unterbrechen und die Vorteile des Rottweiler Prozesses (geringere Kosten, schnellere Verfahren) zu untergraben. Gegen Ende des 16. Jahrhunderts war seine Autorität nachhaltig beschädigt, auch wenn es bis zum Ende des Alten Reiches 1806 nie formell aufgehoben wurde.